# Archives of Toxicology
Archives of Toxicology, abgekürzt Arch. Toxicol. ist eine monatlich erscheinende Peer-Review-Fachzeitschrift.
Die Zeitschrift wurde 1930 unter dem Namen Sammlung von Vergiftungsfällen von Hermann Fühner gegründet und erschien einmal jährlich. Im Jahr 1936 wurde sie in Fühner-Wieland’s Sammlung von Vergiftungsfällen umbenannt. Mit dem Band 13 im Jahr 1944 wurde die Zeitschrift eingestellt und im Jahr 1952 wieder aufgelegt. Sie wurde in Archiv für Toxikologie umbenannt und erscheint seit 1975 unter dem Titel Archives of Toxicology.
Von der Sammlung von Vergiftungsfällen hat sich das Themengebiet erweitert, die veröffentlichten Artikel decken die gesamte Toxikologie ab.
Von 1978 bis 1998 erschien einmal im Jahr ein Supplement-Band mit einer eigenen ISSN (0171-9750), in dem die Proceedings des EUROTOX-Kongresses veröffentlicht wurden.
Der Impact Factor des Journals lag im Jahr 2017 bei 6,637. 2014 lag dieser noch bei 5,98.
Herausgeber sind Jan Hengstler, Leiter des Leibniz-Instituts für Arbeitsforschung und Hermann Bolt.